# Fuscher Eiskar
Fuscher Eiskar är en kitteldal i Österrike.   Den ligger i förbundslandet Salzburg, i den centrala delen av landet, 300 km väster om huvudstaden Wien. Fuscher Eiskar ligger 2 611 meter över havet.
Terrängen runt Fuscher Eiskar är bergig. Runt Fuscher Eiskar är det ganska glesbefolkat, med 29 invånare per kvadratkilometer.. Närmaste större samhälle är Bruck an der Großglocknerstraße, 19,8 km norr om Fuscher Eiskar. Fuscher Eiskar ligger på Breitkopf.
Trakten runt Fuscher Eiskar består i huvudsak av gräsmarker.